# Eusebiu Roșca
Eusebiu Roșca (n. 20 octombrie 1856, Sânpetru-Almașului, județul Sălaj – d. 17 iunie 1944, Sibiu) a fost un deputat în Marea Adunare Națională de la Alba Iulia, organismul legislativ reprezentativ al „tuturor românilor din Transilvania, Banat și Țara Ungurească”, cel care a adoptat hotărârea privind Unirea Transilvaniei cu România, la 1 decembrie 1918 .

## Biografie
Se naște în octombrie 1856 în familie de preot și urmează școala primară în comuna natală și în școala evanghelică reformată din comuna Hida (județul Sălaj). Studiile secundare le urmează la Gimnaziul Romano-Catolic din Cluj, unde promovează examenul maturității în 1876. Între anii 1876-1879 urmează studiile teologice și seminarul teologic "Andreian" din Sibiu. După terminarea acestora, se înscrie la Academia de Drept din Sibiu, la Universitatea din Cluj și la cea din Budapesta, fiind promovat în 6 iunie 1885 doctor în Științele de Stat. În 1886 devine funcționar la Consistoriul din Sibiu, iar între 1887-1890 este redactor al periodicului Telegraful Român, secretar consistorial între 1890-1895, profesor de drept canonic la Institutul Teologic-Pedagogic din Sibiu, director al Institutului între 1895-1928.
În 1899 este călugărit la mănăstirea Hodoș-Bodrog sub numele Eusebiu, este deputat în Sinodul Arhiepiscopiei Sibiului până la pensionare și deputat în Congresul Național Bisericesc al Mitropoliei Ardealului.
Pe lângă activitatea teologică, a activat intens și pe tărâm cultural și patriotic, fiind membru în Comitetul Central al Asociațiunii ASTRA.

## Activitatea politică
Ca deputat în Adunarea Națională din 1 decembrie 1918, Eusebiu Roșca a fost reprezentant al Episcopiei Sibiului.

## Lucrări
- Lexiconul comunelor bisericești din Arhidieceza greco-orientală română a Transilvaniei, Sibiu, 1898.
- Monografia Institutului seminarian teologic-pedagogic Andreian al Arhidiecezei greco-orientale române din Transilvania, Sibiu, 1911.
- Monografia Mitropoliei Ortodoxe Române a Ardealului începând de la repausarea mitropolitului Andrei Șaguna până astăzi. Contribuții istorice, Sibiu, 1937.
- A editat Anuarele Institutului Teologic între anii 1896-1928
- Articole, conferințe, predici în Revista Teologică și Telegraful Român.

## Lectură suplimetară
- Ioan I. Șerban, Nicolae Josan (coord.), Dicționarul personalităților Unirii. Trimișii românilor transilvăneni la Marea Adunare Națională de la Alba Iulia, Alba Iulia, Editura Altip, 2003.
- Daniela Comșa, Eugenia Glodariu, Maria M. Jude, Clujenii și Marea Unire, Muzeul Național Transilvania, Cluj-Napoca, 1998
- Florea Marin, Medicii și Marea Unire, Editura Tipomur, Târgu Mureș, 1993
- Silviu Borș, Alexiu Tatu, Bogdan Andriescu, (coord.), Participanți din localități sibiene la Marea Adunare Națională de la Alba Iulia din 1 decembrie 1918, Editura Armanis, Sibiu, 2015